# 曉峰園
曉峰園（英語：Mount Haven）位於香港新界青衣島寮肚路3號，是一個私人屋苑，發展商為新鴻基地產，於1999年入伙，共有5座，提供819個2房或3房單位。屋苑位於青衣半山的山谷之中，毗鄰長亨邨，亦是寮肚山唯一一個私人屋苑。曉峰園的單位建築面積由652平方呎至1281平方呎不等，實用率達81%至84%。樓層高度由2.95米至3.15米。住客車位與單位數目的比例高達1比1。
屋苑內設施包括室外游泳池、水力按摩池、網球場、羽毛球場、乒乓球室、免費健身室、桌球室、蒸氣浴室、桑拿浴室、閱讀室、圖書館、燒烤場、兒童遊樂場及園藝花園等，由發展商旗下的啟勝管理服務負責屋苑管理。曉峰園亦是青衣僅有的4個可養狗的屋苑之一（其餘三個為翠怡花園，海欣花園和美景花園）。
屋苑設有穿梭巴士（編號：NR412）往返屋苑與港鐵青衣站，單程需時約7分鐘。居民除可往青衣城購物外，亦可到毗鄰之長亨商場購買日用品。
啟思幼稚園於該屋苑內亦設有分校。

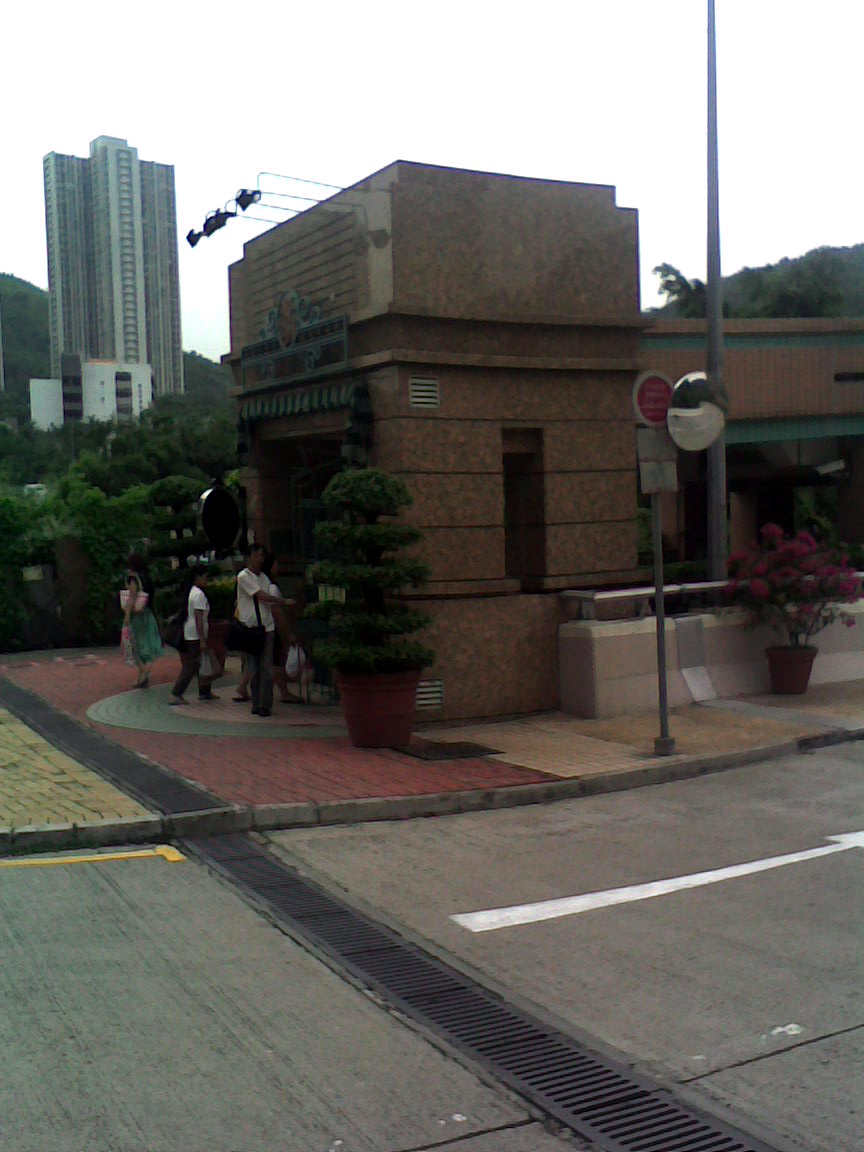
曉峰園於寮肚路的入口
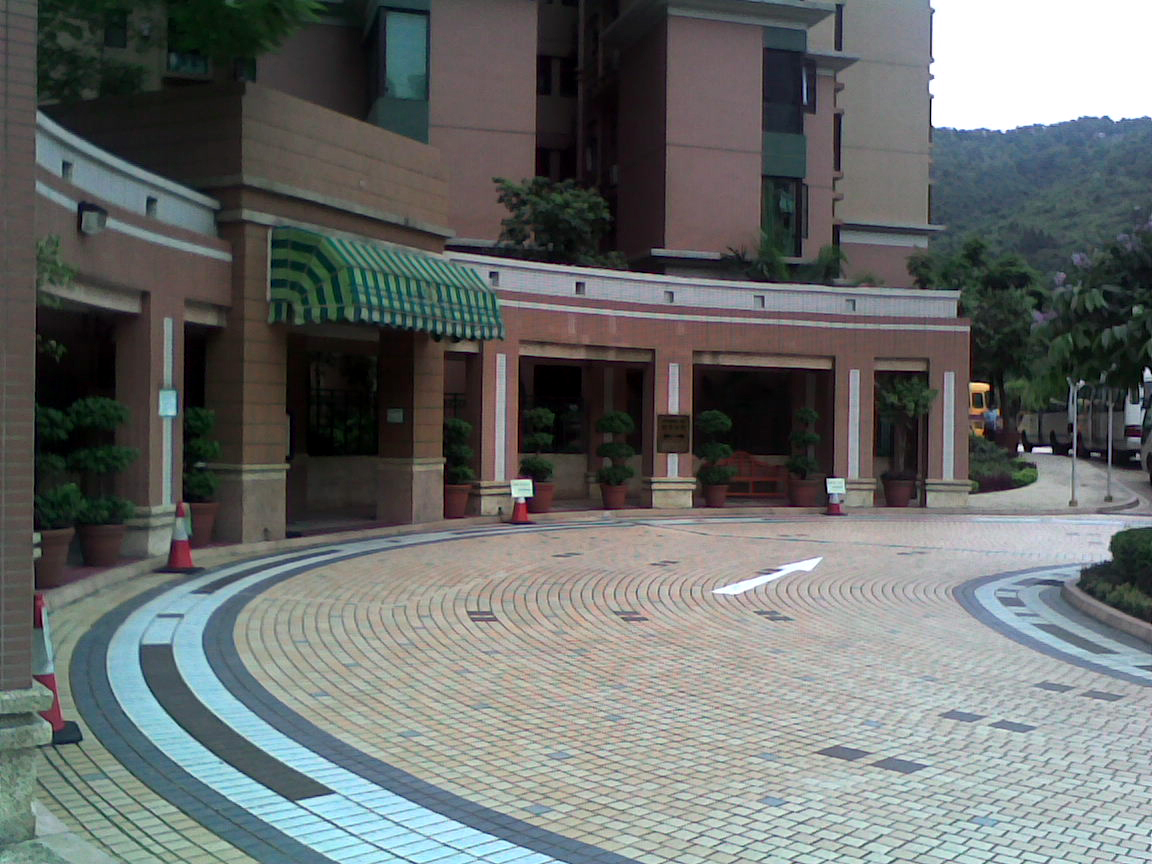
曉峰園內一景

## 外部連結
- 曉峰園官方手機應用程式 - 啓勝資訊通 (Android) （页面存档备份，存于）
- 曉峰園官方手機應用程式 - 啓勝資訊通 (iOS)
- 曉峰園穿梭巴士班次手機應用程式 (Android) （页面存档备份，存于）